# ATP citrato sintasi
La ATP citrato sintasi è un enzima appartenente alla classe delle transferasi, che catalizza la seguente reazione:
ADP + fosfato + acetil-CoA + ossalacetato ⇄ ATP + citrato + CoA
L'enzima si può dissociare in componenti, due dei quali sono identici alla citril-CoA liasi (numero EC 4.1.3.34) ed alla citrato-CoA ligasi (numero EC 6.2.1.18).